# 路易五世 (巴伐利亞)
路易五世（勃蘭登堡人），（1315年5月—1361年9月18日），維特爾斯巴赫家族成員，第一位維特爾斯巴赫王朝勃蘭登堡藩侯（1323年—1351年在位）及巴伐利亞公爵（1347年—1361年在位）。神聖羅馬皇帝路易四世與第一任妻子西里西亞的碧翠絲所生的長子。從1342年起，他與戈里齊亞家族（邁因哈德人）蒂羅爾伯爵瑪格麗特結婚，共同統治蒂羅爾伯國。
他的父親神聖羅馬皇帝路易四世自1294年起成為巴伐利亞公爵，並自1314年起當選成為羅馬人民的國王，與哈布斯堡王朝的敵對國王腓特烈三世競爭王位。因此在長期的王位爭奪糾紛中，他不得不捍衛自己的權利，最終於1322年的米爾多夫戰役中擊敗腓特烈三世的軍隊，並於1328年獲得加冕成為皇帝，雖然不是由教皇而是由羅馬貴族夏拉·科隆納加冕。

## 勃蘭登堡藩侯
路易四世在米爾多夫戰役獲勝後，趁機抓住勃蘭登堡藩侯最後一位阿斯坎尼王朝的亨利二世於1320年逝世後無子嗣，遂於1323年任命長子路易為勃蘭登堡藩侯，無視哈布斯堡王朝支持者阿斯坎尼王朝的薩克森-維滕堡公爵魯道夫一世的爵位請求。因為路易年幼，由亨內伯格·施萊辛根伯爵伯納德七世為攝政輔助。魯道夫一世於1324年末放棄勃蘭登堡遺下的爵為以換取賠償。
為了進一步加強維特爾斯巴赫王朝在德國北部的統治，路易五世於1324年迎娶丹麥國王克里斯托弗二世的長女瑪格麗特公主。然而，維特爾斯巴赫家族在勃蘭登堡的統治從來沒有贏得人民的歡迎和支持。由於柏林和克爾恩人民於1325年謀殺牧首尼古拉·馮·貝瑙，兩個城鎮因此遭到教皇的禁令懲罰。隨後，國內的動盪導致從1328年起長達數百年歷史的勃蘭登堡-波美拉尼亞衝突再起。在整個1320年代後期和1330年代初期.，經過一系列戰鬥，波美拉尼亞公爵不得不從烏克馬克地區撤出。1330年，他們把公國當作教皇封地，以避免勃蘭登堡的領土主張。1338年，他們終於與維特爾斯巴赫家族的藩侯達成和約，後者放棄對此地的霸權主張，但保留繼承權。
路易五世獲得勃蘭登堡王公領土為封地，於1338年作出朗申宣言，強調父親的權利不受教皇本篤十二世的干預。1340年，他和荷斯坦－普倫伯爵約翰三世支持路易五世的妻舅瓦爾德瑪四世繼位成為丹麥國王。即使在同年瑪格麗特去世後，維特爾斯巴赫家族仍與丹麥王庭保持著良好的關係。
從1342年起，路易五世主要居住在巴伐利亞和蒂羅爾。1342年2月10日，他與蒂羅爾女伯爵瑪格麗特結婚，以便為維特爾斯巴赫家族獲得其爵位及產業。但是，瑪格麗特尚未與前任丈夫盧森堡王朝的約翰·海因里希離婚。約翰·海因里希是波希米亞國王約翰一世的兒子，當瑪格麗特將她的丈夫從蒂羅爾驅逐出國的前一年，約翰一世於1310年將瑪格麗特的父親波希米亞前國王亨利廢黜及驅逐出波希米亞。雖然路易四世請了出名的學者如奧卡姆的威廉及帕多瓦的馬西略為這場中世紀首次民事婚姻辯護，教皇克萊門特六世卻立即將這對夫婦進行絕罰，醜聞在整個歐洲廣為人知。儘管蒂羅爾被羅馬教廷施加禁令而受到懲罰，並且布雷薩諾和特倫托主教強烈反對路易五世的統治，但維特爾斯巴赫家族卻通過給予特權而獲得當地貴族的支持。

## 巴伐利亞公爵
當父親路易四世於1347年10月去世時，路易五世與他的五位弟弟一起繼承巴伐利亞公爵、荷蘭伯爵、澤蘭伯爵和埃諾伯爵等爵位。1349年9月12日，巴伐利亞在低地國家的維特爾斯巴赫家族財產被分割：路易五世和他的弟弟路易六世（羅馬人）和奧托五世分得上巴伐利亞；他們的兄弟斯蒂芬二世，威廉一世和阿爾布雷希特一世分得下巴伐利亞，荷蘭伯國和埃諾伯國。
路易五世因為禁令而無法獲得羅馬人民的國王王冠，他的盟友試圖遊說邁森藩侯腓特烈二世接受國王頭銜，但因為盟友間的不信任令選侯們否決此提議。路易五世隨後與父親的盟友英格蘭國王愛德華三世談判，遊說他與新任盧森堡王朝神聖羅馬皇帝查理四世競爭，後者是瑪格麗特的前夫約翰·海因里希的長兄。愛德華三世確實於1348年1月10日在拉恩施泰因當選，但僅四個月後辭職。最終，維特爾斯巴赫家族在1349年選舉京特爾·馮·施瓦茨堡為敵對國王。路易五世成功抵制了查理四世，儘管京特爾·馮·施瓦茨堡的爭取王權卻失敗。他設法保留了維特爾斯巴赫王朝的所有財產，直到去世為止。
第一次路易斯於1347年成功擊退了查理四世對蒂羅爾的進攻。在與丹麥和波美拉尼亞結盟後，他又在1348年至1350年發起了平定叛亂，起義是因為騙子“假瓦爾德馬”，假裝是前任藩侯瓦爾德馬，聲稱他在朝聖地朝聖時被錯誤宣布死亡。他可能是盧森堡王朝神聖羅馬皇帝查理四世和/或阿斯坎尼家族的旁系薩克森-安哈爾特和薩克森-維滕貝格公國的稻草人，於1348年至1350年之間假瓦爾德馬在查理四世和阿斯坎尼家族支持下以軍事實力取得藩侯地位，維特爾斯巴赫家族被驅逐出勃蘭登堡的大部分地區，僅控制了諾伊馬克和一些鄰近地區。波美拉尼亞公爵們與丹麥一起支持在維特爾斯巴赫家族，最後雙方於1350年簽訂《包岑條約》後結盟：路易終於與查理四世達成和解，後者重新認可勃蘭登堡是屬於維特爾斯巴赫家族，而勃蘭登堡的內戰在勃蘭登堡造成了巨大的破壞。
路易五世於1351年12月放棄勃蘭登堡予他的弟弟路易六世和奧托五世以換取上巴伐利亞的唯一統治權。路易五世隨後合併上巴伐利亞和蒂羅爾，分別居住在慕尼黑和美拉諾。1349年和1352年，他頒布兩項法令以減輕瘟疫帶來的後果，並使猶太人能夠在上巴伐利亞的土地上重新定居。
勃蘭登堡藩侯（羅馬人）路易六世在1351年至1365年間，重建維特爾斯巴赫家族的統治，以對抗阿斯坎尼家族的抵抗，並於1355年完成。在此過程中，勃蘭登堡-波美拉尼亞邊界的烏克馬克最終於1354年解決。1356年金璽詔書中，維特爾斯巴赫家族只有普法爾茨分支和勃蘭登堡藩侯路易六世以選帝侯的尊榮，這引起了路易五世和查理四世之間的新衝突。
路易五世與其哈布斯堡王朝的親戚保持著良好關係，並於1352年協助裁定瑞士邦聯與阿尔布雷希特二世的衝突。1359年9月，路易五世的兒子邁因哈德迎娶阿爾布雷希特二世的女兒奧地利的瑪格麗特時，他與他的同伴在哈布斯堡家族的支持下免去了絕罰。
1361年9月，路易五世從蒂羅爾回到慕尼黑時，突然於慕尼黑附近的措爾訥丁逝世。他的兒子邁因哈德繼任，兩年後卻英年早逝。此後，邁因哈德的母親瑪格麗特將她的蒂羅爾遺贈給奧地利的哈布斯堡家族的奧地利及施蒂里亞公爵魯道夫四世。路易五世埋葬在慕尼黑聖母教堂中。

## 家庭與兒女
路易五世曾有兩次婚姻。
1. 1324年與丹麥國王克里斯托弗二世的長女瑪格麗特公主（1305年－1340年）
2. 1342年與波希米亞國王約翰一世的兒子約翰·海因里希的妻子蒂羅爾伯爵瑪格麗特結婚（與約翰·海因里希於1349年離婚）
  1. 巴伐利亞的赫爾曼 (1343年–1360年)
  2. 邁因哈德（1344年–1363年），1359年與哈布斯堡王朝的奧地利大公阿爾布雷希特二世的女兒瑪格麗特（1346年–1366年）結婚。